# Jan Jakob
Jan Jakob (* 2. prosince 1982 Vsetín) je český politik, od ledna 2021 poslanec Poslanecké sněmovny Parlamentu ČR a od října 2021 předseda Poslaneckého klubu TOP 09, v letech 2016 až 2024 zastupitel Středočeského kraje (v letech 2020 až 2021 též radní kraje), v letech 2010 až 2022 starosta města Roztoky a v letech 2019 až 2023 místopředseda TOP 09. 

## Osobní život
Po maturitě na gymnáziu studoval v letech 2002–2006 národní hospodářství na Vysoké škole ekonomické v Praze a paralelně politologii na Masarykově univerzitě v Brně (2002–2004). Studia na dvou vysokých školách nedokončil. Ze Vsetína se přestěhoval do Prahy a následně do Roztok.
Jan Jakob je ženatý a vychovává čtyři děti. K jeho zálibám patří zahradničení, vaření a uzení domácích specialit. Je spoluautorem kuchařky pro děti.

## Profesní a politické působení
V letech 2003–2005 byl tajemníkem senátorského klubu KDU-ČSL, 2005–2009 tajemníkem Stálé komise Senátu pro sdělovací prostředky.
Po vzniku TOP 09 působil od října 2009 do listopadu 2010 jako její tiskový mluvčí. 10. listopadu 2010 byl zvolen starostou města Roztoky, kde byla během jeho starostování mimo jiné postavena nová budova základní školy s tělocvičnou. Post obhájil i po volbách do obecních zastupitelstev v roce 2014, ve kterých získalo uskupení TOP 09 a nezávislí pro Roztoky a Žalov rekordní počet mandátů. Za stejné uskupení obhájil mandát i ve volbách v roce 2018. Zůstal též ve funkci starosty, jednalo se již o jeho třetí volební období. V komunálních volbách v roce 2022 kandidoval do zastupitelstva Roztok z 2. místa kandidátky subjektu „TOP 09 a nezávislí pro Roztoky a Žalov“. Mandát zastupitele města se mu podařilo obhájit, skončil však ve funkci starosty města. Dne 19. října 2022 byl novým starostou města Roztoky zvolen Jaroslav Drda.
V říjnu 2016 uspěl ve volbách do zastupitelstva Středočeského kraje. 3. února 2017 se stal novým předsedou středočeské krajské organizace TOP 09. Ve volbách do Poslanecké sněmovny Parlamentu ČR v roce 2017 kandidoval za TOP 09 na druhém místě kandidátky ve Středočeském kraji, ale neuspěl (skončil jako první náhradník). Nicméně se nakonec v lednu 2021 poslancem stal, když na svůj mandát rezignoval jeho stranický kolega Miroslav Kalousek.
Působí jako předseda Expertní komise TOP 09 pro samosprávu, obce – města, krajskou a komunální samosprávu a místopředseda Klubu starostů TOP 09. V listopadu 2019 byl zvolen místopředsedou TOP 09 (získal 118 hlasů).
V krajských volbách v roce 2020 byl lídrem společné kandidátky TOP 09, Zelených a hnutí Hlas ve Středočeském kraji pod názvem „Spojenci pro Středočeský kraj“. Po volbách, kde uskupení získalo 5,89 % hlasů, se v rámci koalice se STAN, ODS a Piráty stal radním pro kulturu, památky a cestovní ruch. Na funkci radního však ke konci února 2021 rezignoval, jelikož se v lednu 2021 stal poslancem a nechtěl kumulovat funkce. V krajských volbách v roce 2024 již nekandidoval.
Ve volbách do Poslanecké sněmovny Parlamentu ČR v roce 2021 kandidoval z pozice člena TOP 09 na 5. místě kandidátky koalice SPOLU (tj. ODS, KDU-ČSL a TOP 09) ve Středočeském kraji a byl zvolen poslancem. Následně se dne 12. října 2021 stal novým předsedou Poslaneckého klubu TOP 09, ve funkci vystřídal Vlastimila Válka. V listopadu 2021 obhájil pozici místopředsedy TOP 09, získal 111 ze 181 hlasů (tj. 61 % hlasů). Post místopředsedy strany zastával do listopadu 2023, kdy se neúspěšně ve třech kolech utkal o místopředsednický post s Jiřím Pospíšilem (zvolen nebyl ani jeden z nich). Kompromisní místopředsedkyní se pak stala Martina Ochodnická.
Ve volbách do Poslanecké sněmovny Parlamentu ČR v roce 2025 kandiduje z pozice člena TOP 09 na 3. místě kandidátky koalice SPOLU (tj. ODS, KDU-ČSL a TOP 09) ve Středočeském kraji.